# 歴史に残る悪女になるぞ 悪役令嬢になるほど王子の溺愛は加速するようです!
『歴史に残る悪女になるぞ 悪役令嬢になるほど王子の溺愛は加速するようです！』（れきしにのこるあくじょになるぞ あくやくれいじょうになるほどおうじのできあいはかそくするようです）は、大木戸いずみによる日本のライトノベル。小説家になろうにて2018年12月から連載されており、書籍版はビーズログ文庫 (KADOKAWA) より2019年8月から刊行されている。イラストは早瀬ジュンが担当している。2024年9月時点で電子書籍を含むシリーズ累計部数は140万部を突破している。
前世では生まれ変わるなら悪役令嬢が良いと望み、愛好していた乙女ゲームの悪役に転生した主人公が、世界一の悪女を目指す姿が描かれる。ただし、「小説家になろう」の作品紹介で作者は「主人公の悪女の基準がズレております。ご了承ください。」と記しており、主人公が「悪」を為す物語ではない。
メディアミックスとして、保志あかりによるコミカライズが『B's-LOG COMIC』(KADOKAWA) にてVol.88から連載中。2022年9月に発売された小説第4巻と漫画第3巻にはそれぞれにオーディオドラマが付属した。また、テレビアニメが2024年10月から12月まで放送された。

## ストーリー
貴族令嬢のウィリアムズ・アリシアは、8歳の誕生日に自分が異世界からの転生者であることや、この世界が前世でプレイした乙女ゲームの世界であることに気付く。ゲームではいわゆる「悪役令嬢」だったが、誇り高いその姿に憧れていたアリシアは、立派な悪役令嬢になるべく努力と研鑽の日々を送るうち、ゲームの主要人物である「氷の王子」ことシーカー・デュークと親しくなり、彼から関心を寄せられる。しかし、デュークはゲームでは「聖女」の相手役であり、アリシアとは敵対する間柄だった。
やがて、成長したアリシアはゲームの主人公である「聖女」ことキャザー・リズと出会う。リズとアリシアはゲームでは宿敵とも言える関係だったが、リズは親しげに接してくる。ゲームと違う展開に戸惑いながらも、アリシアは悪役令嬢としての正道を歩もうと努力し続ける。

## 登場人物
声の項は特記がない限りテレビアニメ版の声優。この作品の人名表記は日本人名と同じく姓が先で、名が後である。
ウィリアムズ・アリシア
声 - 中村カンナ / 種崎敦美（オーディオドラマ）
本作の主人公。デュルキス国の大貴族ウィリアムズ家の令嬢。実は異世界からの転生者であり、この世界が前世でプレイした乙女ゲームの世界だと知ってからは、憧れていた「悪役令嬢アリシア」になるべく努力する。目指す「悪女」とは、現実に存在する悪を直視したうえでそれを変えるべく行動する強く気高い女性であり、それゆえに性善説で理想論だけを振りかざすリズのことは「お花畑」と蔑み、対立することになる。前世の記憶に目覚める前夜のウィリアムズ家では、黒い薔薇が咲いていた。
国王から密かにリズの監視役に命じられ、彼女の甘い考えを論破しながら正しい方向に導いていく。真実を知らない人々からは聖女に逆らう不届き者として嫌われるが、悪役令嬢らしい人生だと受け入れている。
シーカー・デューク
声 - 石川界人 / 内田雄馬（オーディオドラマ）
デュルキス国第一王子。非常に冷静で誰にも笑顔を見せないことから、「氷の王子」と呼ばれている。ゲームでは唯一ヒロインに微笑んでいたが、作中ではアリシアに興味を持って接近する。誕生した当日の王家では青い薔薇が咲いていた。
ジル
声 - 高橋李依 / 伊瀬茉莉也（オーディオドラマ）
アリシアの従者。罪人の流刑地であるロアナ村出身の孤児であり、ウィル以外の村人たちに虐げられていた。そういったことからも人間不信に陥っていたが、アリシアに叱咤激励されて彼女に仕えることを選ぶ。
レベッカ
声 - 大久保瑠美
アリシアの専属の情報屋。ロアナ村出身の女性。放火によって全身に火傷を負ったうえ、片足が膝下から壊死した瀕死の状態でアリシアに助けを求める。魔法による救命処置を受けた結果、片足は失ったものの命は取り留め、その対価として情報屋を頼まれる。
シーカー・ウィル
声 - 家中宏、田村睦心（10歳）
ロアナ村に住む盲目の老人。聡明な人物であり、かつては王宮に仕えていたが、主に意見した結果、何者かに国王暗殺の計画の濡れ衣を着せられたうえ、目を潰されて追放された。聴覚に長け、服が擦れる音や靴音で相手の身分を判別できる。村を訪れたアリシアに様々なことを教える。
実はルークの兄。
キャザー・リズ
声 - 石見舞菜香
乙女ゲームでは主人公（ヒロイン）に該当する少女。とあるパン屋に生まれた一人娘。
乙女ゲームではデフォルトネームは存在せずプレイヤーが自由に名付けるため、アリシアは名前を聞いただけでは分からず、パン屋の一人娘という自己紹介から主人公と気づいた。
平民ながら貴族にしか使えないはずの魔法が使える「聖女」たる存在にして絶大なカリスマ性の持ち主であり、貴族の子息たちからは身分の差を越えて慕われているほか、アリシアにも友好的に振る舞う。なお、誕生した当日の生家では金色の薔薇が咲いており、母が物珍しさから保管していた。
性格は優しく平和を尊び争いを好まず、話し合えば皆が仲良くなれると思っているが、実際には理想論のみを掲げ、自分は常に正しく異なる意見の者はいつか必ず過ちを認めるという独善的な甘い考えの持ち主であり、ルークには警戒されている。
実は幼少期から聖女としての魅了の力を周囲に発揮しており、自力で制御出来ていないだけでなくその事にも無自覚。そのため周囲は理想論を絶賛するように洗脳された者だらけになっていたため、そんな環境に慣れたリズ自身も人として成長出来なくなっていた。だが洗脳が効かないアリシアやデュークによって前述の考えを崩されていく。
ウィリアムズ・アルバート
声 - 逢坂良太
五大貴族ウィリアムズ家の長兄。乙女ゲームでは攻略対象の1人。
リズに魅了され、彼女の取り巻きに加わる。
ウィリアムズ・アラン
声 - 天崎滉平
ウィリアムズ家の次兄で、ヘンリの双子の兄。乙女ゲームでは攻略対象の1人。
リズに心酔しており、彼女に反論するアリシアを嫌うようになる。
ウィリアムズ・ヘンリ
声 - 石谷春貴
ウィリアムズ家の次兄で、アランの双子の弟。乙女ゲームでは攻略対象の1人。
リズの取り巻きに加わるが、アリシアがリズに意見した際にもっともな考えだと思い、リズに心酔しているアランと距離を置く。以後はアリシアの味方になる。
ハドソン・エリック
声 - 伊東健人
五大貴族ハドソン家の子息で、乙女ゲームでは攻略対象の1人。情熱的な熱血漢。
スミス・フィン
声 - 村瀬歩
五大貴族スミス家の子息で、乙女ゲームでは攻略対象の1人。笑顔を絶やさない美少年。
エバンズ・ゲイル
声 - 千葉翔也
五大貴族エバンズ家の子息で、乙女ゲームでは攻略対象の1人。眼鏡をかけた思慮深い青年。
ケンウッド・カーティス
声 - 岡本信彦
五大貴族ではないが、アランたちと親しい貴族の少年。乙女ゲームでは攻略対象の1人。誰に対しても気安く振る舞う。
ウィリアムズ・アーノルド
声 - 興津和幸
ウィリアムズ家の現当主でアリシアたちの父。子供たちには深い愛情を注いでいる。
ウィリアムズ・レイラ
声 - 中原麻衣
アーノルドの妻。アリシアたちの母。アリシアが7歳のときに一晩だけ咲いた黒い薔薇を保管している。
シーカー・ルーク
声 - 子安武人
デュルキス国の現国王でデュークの父。聡明なアリシアに目をかけている。
ジョンソン・ニール
声 - 長谷徳人
ジョンソン家の息子。リズの熱心な崇拝者。お茶会でリズの提案に反論したアリシアのことを憎んでいる。
ロゼッタ
声 - 鷲見友美ジェナ
ウィリアムズ家に仕えるメイド。
メル
声 - 本渡楓
アリシアたちの学友。リズが大嫌い。アリシアに興味を持ち、彼女に接近する。
実はデュークの部下で、専属諜報員。土属性魔法を駆使し、姿や気配を消して情報の収集や盗聴を行っている。アリシアを「アリアリ」と呼ぶ。キャロルの親戚。
キャロル
声 - 井上ほの花
アリシアたちの学友。おどおどしておとなしいが、リズや彼女の取り巻きたち（ジェーンやマリカなど）を快く思わず距離を置いており、反論する勇気は持っている。
ハドソン・デレク
声 - 保村真
エリックの父。
スミス・ネヴィル
声 - 岩田光央
フィンの父。
エバンズ・ジョアン
声 - 加瀬康之
ゲイルの父。アリシアが10歳から13歳までの3年間、魔力暴走しないか定期的に様子を見ていた。
ポール
声 - 野島健児
植物店の店長。緑の魔法の家系。下級貴族。アリシアに頼まれジルの熱を下げる解熱薬を渡す。
アンナ
声 - 奥友沙絢
リズの友人。
ニーナ
声 - 月嶋真弓
リズの友人。
エレノア
声 - 来栖りん
リズの友人。
ネイト
声 - 熊谷健太郎
ロアナ村の用心棒。レベッカに好意を持っている。15歳のアリシアと剣術対決するが負ける。
ジェーン
声 - 永瀬アンナ
リズの信者。そばかす。アリシアを吊るし上げる計画を立てマリカを協力させ実行するが、メルが用意した証拠の音声で返り討ちにされる。
マリカ
声 - 川井田夏海
ジェーンの友人。土属性魔法の使い手。ジェーンに頼まれアリシアを吊るし上げる計画に参加する。
ジョン
声 - 細川祥央
魔法学園の先生。アリシアとジルの最高学年編入時の試験官。

## 既刊一覧

### 小説
- 大木戸いずみ（著）・早瀬ジュン（イラスト）『歴史に残る悪女になるぞ 悪役令嬢になるほど王子の溺愛は加速するようです！』KADOKAWA〈ビーズログ文庫〉、既刊8巻（2025年7月15日現在）
  1. 2019年8月15日発売[16]、ISBN 978-4-04-735695-5
  2. 2021年2月15日発売[17]、ISBN 978-4-04-736502-5
  3. 2021年9月15日発売[18]、ISBN 978-4-04-736754-8
  4. 2022年9月15日発売[19]、ISBN 978-4-04-737163-7
  5. 2023年8月12日発売[1][20]、ISBN 978-4-04-737605-2
  6. 2024年3月15日発売[21]、ISBN 978-4-04-737855-1
  7. 2024年10月15日発売[22]、ISBN 978-4-04-738137-7
  8. 2025年7月15日発売[23]、ISBN 978-4-04-738525-2

### 漫画
- 保志あかり（漫画）・大木戸いずみ（原作）・早瀬ジュン（キャラクター原案）『歴史に残る悪女になるぞ 悪役令嬢になるほど王子の溺愛は加速するようです！』KADOKAWA〈B's-LOG COMICS〉、既刊6巻（2025年8月1日現在）
  1. 2020年12月28日発売[24]、ISBN 978-4-04-736447-9
  2. 2021年10月1日発売[25]、ISBN 978-4-04-736791-3
  3. 2022年9月1日発売[26]、ISBN 978-4-04-737150-7
  4. 2023年8月12日発売[1][27]、ISBN 978-4-04-737586-4
  5. 2024年9月30日発売[28]、ISBN 978-4-04-738168-1
  6. 2025年8月1日発売[29]、ISBN 978-4-04-738530-6

## テレビアニメ
2023年8月にテレビアニメ化が発表され、2024年10月から12月までTOKYO MXほかにて『歴史に残る悪女になるぞ』のタイトルで放送された。ビーズログ文庫にとっては、初のアニメ化作品となった。
第1話は、2024年7月19日から21日までドイツのポツダムにて開催されたアニメイベント「Anime Messe Babelsberg」のステージ上において世界最速のプレミア上映が実施された。これはアニメーション制作のMAHO FILMを紹介するコーナーイベントの一環でもあり、本作からは監督の柳瀬雄之やメインキャラクターデザインの渡部裕子が登壇した。

### スタッフ
- 原作 - 大木戸いずみ[6]
- キャラクター原案 - 早瀬ジュン[6]
- 漫画 - 保志あかり[36]
- 監督 - 柳瀬雄之[6]
- シリーズ構成 - 平林佐和子[6]
- メインキャラクターデザイン - 渡部裕子[6]、小島えり[6]
- サブキャラクターデザイン - 西田美弥子、舛舘俊秀、猪瀬愛美、廣瀬笑実、吉成友美、雨宮一樹、髙橋歩夢
- プロップデザイン - 廣瀬笑実、吉成友美
- 色彩設計 - 渡辺亜紀[36]
- 美術監督 - 深谷知穂[36]
- 撮影監督 - 野村雪菜[36]
- 3DCGディレクター - ディック小鹿原
- 編集 - 小峰博美
- 音響監督 - 土屋雅紀[36]
- 音響効果 - 斎藤みち代[36]
- 音響制作 - HALF H・PSTUDIO[36]
- 音楽 - 日向萌[6]
- 音楽制作 - ランティス[36]
- 音楽プロデューサー - 臼倉竜太郎
- プロデューサー - 上田清香、佐藤晴美、臼倉竜太郎、伊東登紀子、會田楓
- アニメーションプロデューサー - 向井悠樹[36]
- アニメーション制作 - MAHO FILM[6]
- 製作 - 「歴史に残る悪女になるぞ」製作委員会

### 主題歌
「バッドゥドゥドゥ」
Liyuuによるオープニングテーマ。作詞は柿沼雅美、作曲・編曲は白戸佑輔。
「わっちゅあね？」
来栖りんによるエンディングテーマ。作詞・作曲はJunxix.、編曲はkazuboy.。

### 各話リスト
| 話数   | サブタイトル       | 脚本       | 絵コンテ   | 演出     | 作画監督                                                                                     | 総作画監督                                   | 初放送日       |
| ------ | ------------------ | ---------- | ---------- | -------- | -------------------------------------------------------------------------------------------- | -------------------------------------------- | -------------- |
| 第1話  | 悪女と筋トレ       | 平林佐和子 | 柳瀬雄之   | 柳瀬雄之 | 柳瀬雄之                                                                                     | 出口花穂                                     | 2024年 10月2日 |
| 第2話  | 悪女と口づけ       | 平林佐和子 | 柳瀬雄之   | 柳瀬雄之 | 柳瀬雄之                                                                                     | 出口花穂                                     | 10月9日        |
| 第3話  | 悪女と不法侵入     | 羽良俊馬   | 柳瀬雄之   | 柳瀬雄之 | 柳瀬雄之                                                                                     | 広瀬良雄 大場優子 猪瀬愛美                   | 10月16日       |
| 第4話  | 悪女とお花畑       | 谷畑ユキ   | もりたけし | 日下直義 | 青木真理子 桜井木ノ実 西田美弥子 舛舘俊秀 南伸一郎                                           | 出口花穂 広瀬良雄 大場優子 猪瀬愛美 舛舘俊秀 | 10月23日       |
| 第5話  | 悪女と悪役令嬢試験 | 平林佐和子 | 大薮恭平   | 大薮恭平 | 青木真理子 飯飼一幸 関口雅浩 南伸一郎                                                        | 出口花穂 広瀬良雄 大場優子 猪瀬愛美 舛舘俊秀 | 10月30日       |
| 第6話  | 悪女と添い寝       | 岡田邦彦   | もりたけし | 日下直義 | 大久保富彦 桜井木ノ実 西田美弥子 慧敏 瑞木晶 星野光 スタジオ・ミュウ Revival                 | 出口花穂 広瀬良雄 大場優子 猪瀬愛美 舛舘俊秀 | 11月6日        |
| 第7話  | 悪女は一回休み     | 平林佐和子 | 柳瀬雄之   | 柳瀬雄之 | 柳瀬雄之                                                                                     | 出口花穂                                     | 11月13日       |
| 第8話  | 悪女と大復活       | 羽良俊馬   | もりたけし | 阿部雅司 | 韓承熙 金洋淑 金琡熺                                                                         | 出口花穂                                     | 11月20日       |
| 第9話  | 悪女と顎クイ       | 谷畑ユキ   | 大薮恭平   | 近橋伸隆 | 韓承熙 趙越 缪龍根 山下聖美 ANI-G                                                            | 出口花穂 瀬尾吉弘 大場優子 猪瀬愛美          | 11月27日       |
| 第10話 | 悪女と過去         | 岡田邦彦   | もりたけし | 広嶋秀樹 | 朴乾河 鸣虫社 小朋 Revival                                                                   | 出口花穂 広瀬良雄 大場優子 猪瀬愛美          | 12月4日        |
| 第11話 | 悪女と学園カリスマ | 谷畑ユキ   | もりたけし | 柳瀬雄之 | 柳瀬雄之                                                                                     | 出口花穂                                     | 12月11日       |
| 第12話 | 悪女と聖女         | 平林佐和子 | 大久保富彦 | 前園文夫 | 趙越 缪龍根 巨巨 大樹 キム・ハンジュ イ・ミンジ クォン・ウンジュ イ・イェリン ファン・スビン | 出口花穂 大場優子 猪瀬愛美                   | 12月18日       |
| 第13話 | 悪女と王子         | 平林佐和子 | 柳瀬雄之   | 柳瀬雄之 | 柳瀬雄之                                                                                     | 出口花穂                                     | 12月25日       |

### 放送局
| 放送期間                                           | 放送時間                                                  | 放送局             | 対象地域       | 備考                                 |
| -------------------------------------------------- | --------------------------------------------------------- | ------------------ | -------------- | ------------------------------------ |
| 2024年10月2日 - 12月25日                           | 水曜 0:30 - 1:00（火曜深夜）                              | TOKYO MX           | 東京都         |                                      |
|                                                    |                                                           | BS11               | 日本全域       | BS放送 / 『ANIME+』枠                |
|                                                    | 水曜 1:50 - 2:20（火曜深夜）                              | 秋田朝日放送       | 秋田県         |                                      |
|                                                    | 水曜 1:55 - 2:25（火曜深夜）                              | 北海道テレビ       | 北海道         | 『アニメな時間』枠                   |
|                                                    | 水曜 1:59 - 2:29（火曜深夜）                              | ミヤギテレビ       | 宮城県         |                                      |
|                                                    |                                                           | 西日本放送         | 香川県・岡山県 |                                      |
|                                                    | 水曜 2:30 - 3:00（火曜深夜）                              | 新潟放送           | 新潟県         |                                      |
|                                                    |                                                           | テレビ山口         | 山口県         |                                      |
|                                                    | 水曜 23:30 - 木曜 0:00                                    | AT-X               | 日本全域       | CS放送 / 字幕放送 / リピート放送あり |
| 2024年10月2日 - 10月9日 2024年10月16日 - 12月25日  | 水曜 2:30 - 3:00（火曜深夜） 水曜 3:00 - 3:30（火曜深夜） | 毎日放送           | 近畿広域圏     | 『アニメ特区』枠                     |
| 2024年10月3日 - 12月26日                           | 木曜 0:26 - 0:56（水曜深夜）                              | テレビユー山形     | 山形県         |                                      |
|                                                    | 木曜 0:58 - 1:28（水曜深夜）                              | テレビユー福島     | 福島県         |                                      |
|                                                    | 木曜 1:28 - 1:58（水曜深夜）                              | テレビ山梨         | 山梨県         |                                      |
|                                                    | 木曜 1:30 - 2:00（水曜深夜）                              | 北陸放送           | 石川県         |                                      |
|                                                    | 木曜 2:04 - 2:34（水曜深夜）                              | 長崎国際テレビ     | 長崎県         |                                      |
|                                                    | 木曜 2:10 - 2:40（水曜深夜）                              | テレビ静岡         | 静岡県         |                                      |
|                                                    | 木曜 2:25 - 2:55（水曜深夜）                              | 大分放送           | 大分県         |                                      |
|                                                    | 木曜 2:28 - 2:58（水曜深夜）                              | IBC岩手放送        | 岩手県         |                                      |
|                                                    | 木曜 2:35 - 3:05（水曜深夜）                              | 日本海テレビ       | 鳥取県・島根県 |                                      |
|                                                    | 木曜 3:00 - 3:30（水曜深夜）                              | RKB毎日放送        | 福岡県         |                                      |
| 2024年10月3日 - 10月17日 2024年10月24日 - 12月26日 | 木曜 1:45 - 2:15（水曜深夜） 木曜 1:25 - 1:55（水曜深夜） | 長野放送           | 長野県         |                                      |
|                                                    | 木曜 2:20 - 2:50（水曜深夜） 木曜 2:00 - 2:30（水曜深夜） | テレビ新広島       | 広島県         |                                      |
| 2024年10月4日 - 12月27日                           | 金曜 1:54 - 2:24（木曜深夜）                              | 青森放送           | 青森県         |                                      |
|                                                    | 金曜 2:00 - 2:30（木曜深夜）                              | メ〜テレ           | 中京広域圏     |                                      |
|                                                    |                                                           | あいテレビ         | 愛媛県         |                                      |
|                                                    | 金曜 2:06 - 2:36（木曜深夜）                              | 琉球放送           | 沖縄県         |                                      |
|                                                    | 金曜 2:26 - 2:56（木曜深夜）                              | チューリップテレビ | 富山県         |                                      |
| 2024年10月6日 - 12月29日                           | 日曜 1:15 - 1:45（土曜深夜）                              | 福井テレビ         | 福井県         |                                      |
|                                                    | 日曜 2:30 - 3:00（土曜深夜）                              | 鹿児島放送         | 鹿児島県       |                                      |

| 配信開始日    | 配信時間                | 配信サイト | 備考                 |
| ------------- | ----------------------- | --- | -------------------- |
| 2024年10月1日 | 火曜 23:30 更新         | dアニメストア U-NEXT アニメ放題 | 地上波先行・最速配信 |
| 2024年10月6日 | 日曜 23:30 以降順次更新 | Lemino niconico ABEMA FOD バンダイチャンネル Hulu TELASA （見放題プラン） J:COM STREAM milplus 見放題パックプライム Prime Video MBS動画イズム TVer DMM TV | 見放題配信           |
|               |                         | music.jp ビデオマーケット カンテレドーガ Rakuten TV クランクイン!ビデオ HAPPY!動画                                                                        | 都度課金配信         |

なお、日本国外（アメリカ、ヨーロッパ、アフリカ、オセアニア、中東、CIS）での配信はCrunchyrollが担当する。

### BD
| 巻 | 発売日         | 収録話         | 規格品番  | 規格品番   |
| 巻 | 発売日         | 収録話         | BD        | DVD        |
| -- | -------------- | -------------- | --------- | ---------- |
| 1  | 2024年12月25日 | 第1話 - 第4話  | KAXA-8931 | KABA-11611 |
| 2  | 2025年1月24日  | 第5話 - 第8話  | KAXA-8932 | KABA-11612 |
| 3  | 2025年2月26日  | 第9話 - 第13話 | KAXA-8933 | KABA-11613 |